# Estação Tomás Coelho
Tomás Coelho é uma estação de trem do Rio de Janeiro.

## História

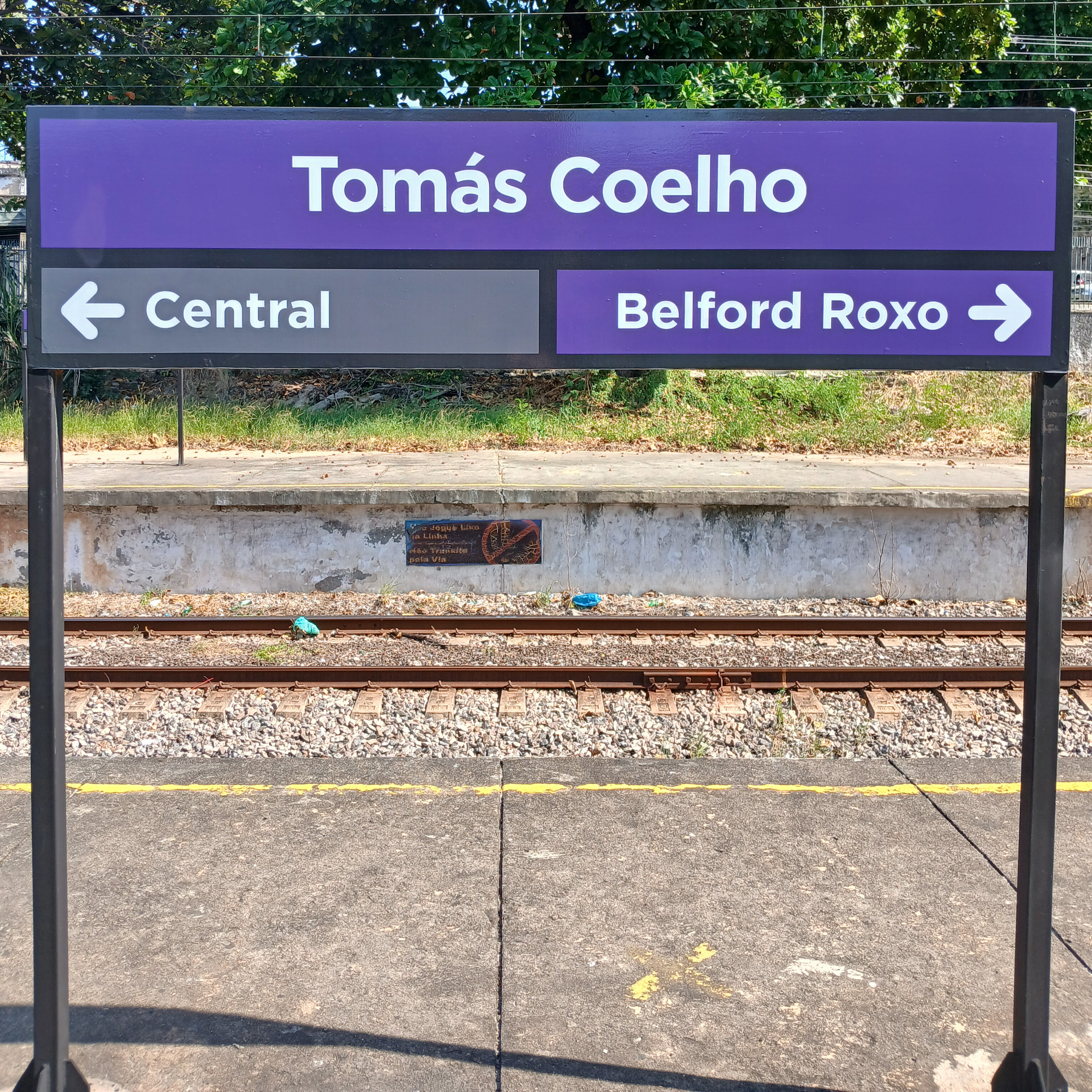
Placa Tomás Coelho

O apeadeiro de Conselheiro Thomaz Coelho foi aberto junto com o primeiro trecho da Estrada de Ferro Melhoramentos, em 1 de novembro de 1895. Com o crescimento da regão, o apeadeiro foi elevado ao nível de estação em 15 de fevereiro de 1908. Após várias décadas, a ferrovia é assumida pela Rede Ferroviária Federal, que realiza em março de 1976 o edital de tomada de preços 007-TP/76PE, visando a construção de uma nova edificação para a estação. As obras foram iniciadas em 1976, tendo previsão de conclusão para meados de 1979.

## Toponímia
Tomás José Coelho de Almeida (1838-1895) foi um proprietário rural, magistrado e político, tendo servido ao Império em diversos cargos como ministro em quatro pastas (Transportes, Agricultura,Guerra e Marinha), senador e conselheiro do imperador. Recém falecido, foi homenageado batizando o apeadeiro recém aberto pela Estrada de Ferro Melhoramentos.